# Maddalakane, Bagepalli
Maddalakane là một làng thuộc tehsil Bagepalli, huyện Chikkaballapur, bang Karnataka, Ấn Độ.